# Marco Aurélio Fernandes da Silva
Marco Aurélio Fernandes da Silva (Franca, 23 september 1977) is een Braziliaans voetballer.